# Windmühle (Wechold)

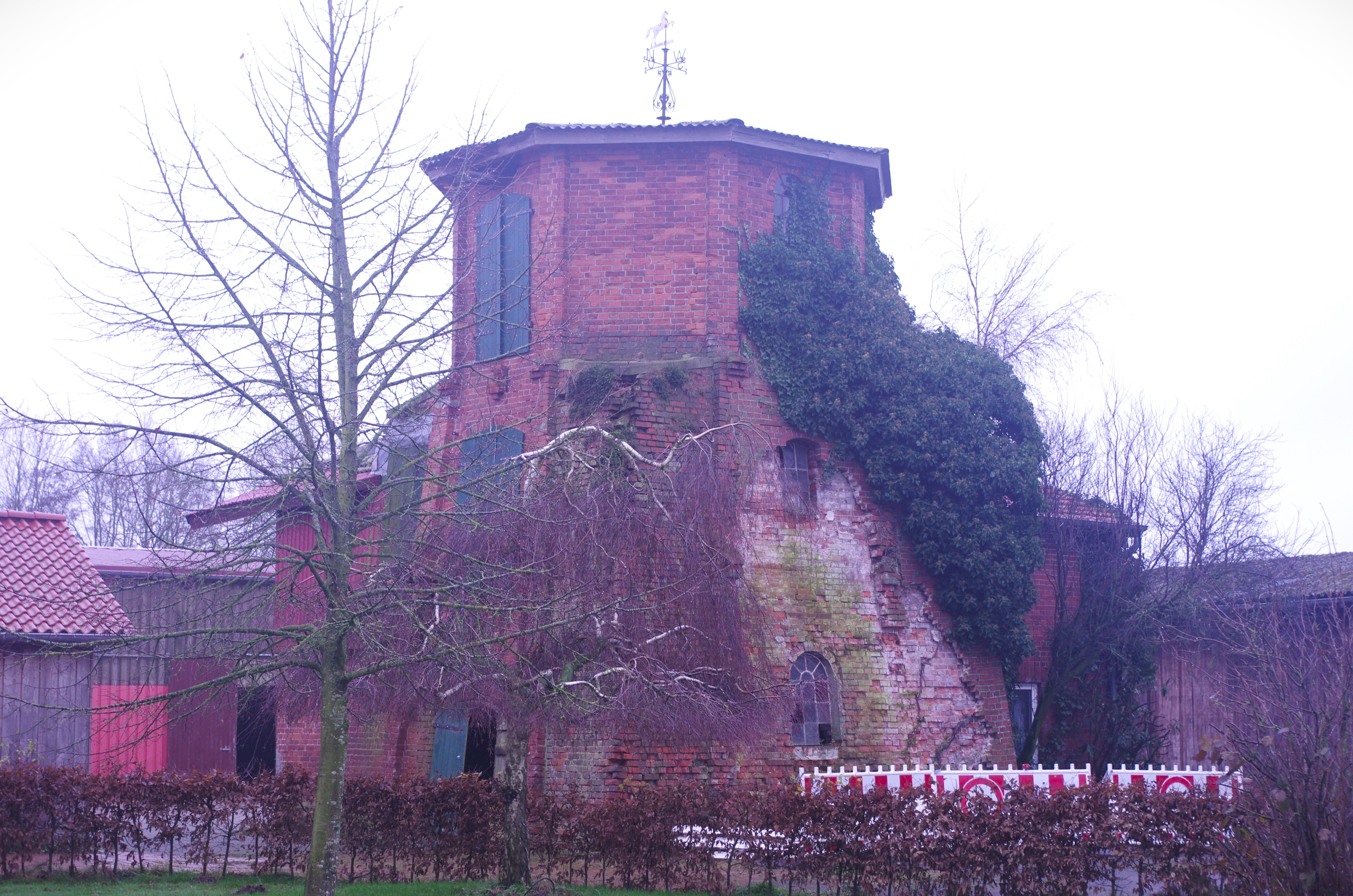
Mühlenstumpf

Die Windmühle Wechold in Hilgermissen-Wechold 105 in der niedersächsischen Samtgemeinde Grafschaft Hoya stammt vom 19. Jahrhundert und ist nur als Mühlenstumpf erhalten.
Aktuell (2023) wird das Gebäude als Lager genutzt.
Das Gebäude steht unter Denkmalschutz (siehe auch Liste der Baudenkmale in Hilgermissen).

## Geschichte und Beschreibung
Bereits 1590 wurde in Wechold eine Bockwindmühle erstellt.
Der dreigeschossige verklinkerte wuchtige oktogonale Mühlenstumpf einer Galerieholländer-Windmühle stammt vom 19. Jahrhundert. Der Aufsatz mit flachem Notdach wird durch Ecklisenen gegliedert. An den Seiten sind Rund- und Segmentbogenöffnungen.
Das Landesdenkmalamt befand: „… geschichtliche Bedeutung … aufgrund seiner Kunstgeschichte und Wirtschafts- und Technikgeschichte als stillgelegte Windmühle mit erhaltenen baulichen Überresten …“